# Jeronim Szabolcs Marić
Jeronim Szabolcs Marić (Zagreb, 7. siječnja 1978.) hrvatski je glazbenik, glazbeni producent, kantautor, skladatelj, aranžer, ton-majstor i humanitarac. Osnivač je rock sastava Flare i Adastra, djelatnik Hrvatske radiotelevizije i utemeljitelj humanitarne udruge "Zvuk svjetlosti" koja diljem Hrvatske organizira edukativne i humanitarne koncerte.

## Životopis
Autorsku i glazbenu karijeru započeo je kao gitarist i autor pjesama grupe Flare, a osnovao ju je sa sestrom i pjevačicom Anđom Marić. S grupom Flare za njihov album prvijenac Srebrni osvojio je nagrade Porin i Crni Mačak za najbolji debitantski album. Flare je nastupao kao predgrupa skupinama Duran Duran i HIM. Nakon raspada grupe Flare radio je na projektu Samurai: u njemu je snimio singl "Ajmo Hrvatska" kojemu je koautor teksta i glazbe. Ta je pjesma objavljena na CD-u Najbolje hrvatske navijačke pjesme u izdanju Dallas Recordsa.
Godine 2005. osnovao je grupu Adastra u kojoj je autor svih skladbi, a u lipnju 2007. objavljuje Adastrin album prvijenac u izdanju Croatije Records. Na albumu se nalazi 12 autorskih pjesama, a u pjesmi "Pusti" gostovao je hrvatski raper General Woo, član negdašnje hip-hop grupe Tram 11. Taj album Adastra je promovirala diljem Hrvatske te je tijekom četiri godine održala više od 200 koncerata. Singl "Nabujala rijeka" osvojio je visoke pozicije na ljestvicama većine hrvatskih radijskih i televizijskih postaja, a ta je pjesma poslije prevedena i na engleski jezik – pod nazivom "Nina" objavljena je na kompilaciji Radio Expressa iz Los Angelesa na kojoj su bili i najnoviji singlovi izvođača kao što su Jay Z, Britney Spears, Katy Perry, Jovanotti i drugi. Ta kompilacija dospjela je u fonoteke radijskih postaja u više od 80 zemalja svijeta.
Nakon zagrebačke promocije albuma u dvorani Boogaloo s Adastrom je krenuo na turneju pod naslovom „Be CROative“ i priključuje se akciji Hrvatske gospodarske komore u kojoj se potiču mladi Hrvatske da se počnu baviti individualnom kreativnošću. Turneja je pokrila 12 gradova Hrvatske – Osijek, Slavonski Brod, Novsku, Bjelovar, Karlovac, Rijeku, Split, Pulu, Sisak, Viroviticu, Zagreb i Zadar – u kojima su vrlo uspješno održane promocije Adastrina albuma. Početkom studenog 2007. nastupio je u velikoj dvorani zagrebačkoga Doma sportova s Adastrom kao predgrupom višestruko nagrađivanom britanskom rock-sastavu Muse.
Uz autorsku i glazbenu karijeru završio je i studij za inženjera zvuka na australsko-britanskom Institutu SAE u Ljubljani. Za vrijeme školovanja radio je kao samostalni producent za Croatia Records, a k tome je snimio, aranžirao i producirao album Ostvaren san Borisa Novkovića. Potom je radio na albumu Emine Arapović, s kojom je 2004. na Splitskom festivalu osvojio prvu nagradu stručnoga žirija. Od veljače 2006. godine trajno je zaposlen na Hrvatskoj radioteleviziji kao snimatelj specijalist.
Godine 2008. skladao je pjesmu "Surovi grade" posvećenu 17-godišnjem Luki Ritzu kojega su vršnjaci pretukli u lipnju 2008. i koji je od posljedica napada nekoliko dana poslije preminuo. Pjesma je postala svojevrsna himna borbe protiv nasilja među mladima. Potaknut valom nasilja među mladima diljem Hrvatske pokrenuo je akciju Svačije je pravo živjeti (koja se sad zove Nije svejedno). Uz potporu Gradskog poglavarstva Grada Zagreba 8. studenog 2008. godine organizirao je veliki prosvjedni koncert protiv nasilja među mladima na Trgu bana Josipa Jelačića u Zagrebu, na kojem se okupilo više od 15 000 ljudi. Grupa Adastra je 2009. godine objavila singl "Zašto se skrivaš?" koji je zauzeo 2. mjesto na godišnjoj top-ljestvici Hrvatskoga radija. Osim toga, slušatelji i žiri Hrvatskoga radija su 2009. u emisiji Turky party Adastru proglasili najboljim rock-sastavom za tu godinu.
Godine 2010. radio je kao aranžer i producent s pjevačima Vilibaldom Kovačom, Zoranom Jambrošićem i Kim Verson. Na albumu Vjeruj u snove Kim Verson objavljena je i njegova autorska pjesma "Put do moga srca". Godine 2011. skladao je dvanaest pjesama za drugi Adastrin album Surovi grade, koji je objavljen u ožujku iste godine.
Godine 2016. nastupio je i u duetu s Hannom Pölhe na Uskrs festu u zagrebačkoj Koncertnoj dvorani Vatroslava Lisinskoga otpjevao vlastitu pjesmu "Čuješ li korake"; za taj im je nastup i izvedbu stručni žiri dodijelio drugu nagradu.

## Diskografija (izbor)
- 2000. – album Srebrni, Dallas Records, CD DALLAS 223 (sa sastavom Flare)[16]
- 2005. – album Učini sve Emine Arapović, Croatia Records (Jerko Marić kao producent)[9]
- 2006. – singl "Nabujala rijeka", Croatia Records, CD SG EPP 5708544 (sa sastavom Adastra)[17]
- 2007. – album Adastra, Croatia Records, CD 5729372 (sa sastavom Adastra)[7]
- 2010. – album Vjeruj u snove Kim Verson, Dallas Records, CD DALLAS 643 (Jerko Marić kao autor pjesme "Put do moga srca")[18][19]
- 2011. – album Surovi grade, Croatia Records, CD 5921158 (sa sastavom Adastra)[20]
- 2015. – album Katarza, Croatia Records, CD 6072255 (sa sastavom Adastra)[21]

## Nagrade i priznanja
- 2000. – novinarska nagrada Crni mačak
- 2001. – diskografska nagrada Porin[4]
- 2004. – 1. nagrada stručnoga žirija na Splitskom festivalu za single "Učini sve što moraš" (za najbolji aranžman)[1]
- 2006. – Zlatna ploča za album Ostvaren san Borisa Novkovića[1]
- 2009. – Turky party, nagrada za najbolji sastav godine
- 2016. – 2. nagrada žirija na Uskrs festu za pjesmu "Čuješ li korake"[15]

## Vanjske poveznice
- Jeronim Szabolcs Marić – službene mrežne stranice  Arhivirana inačica izvorne stranice od 30. ožujka 2016. (Wayback Machine)
- Adastra – službene mrežne stranice
- Hrvatsko društvo skladatelja: Marić Szabolcs, Jeronim
- HDS ZAMP – Jeronim Szabolcs Marić (popis djela)
- HDS ZAMP: Jerko Marić u novoj epizodi "Tjedna Autora"
- www.gitare.info – Jerko Marić  Arhivirana inačica izvorne stranice od 19. travnja 2016. (Wayback Machine) (intervju)
- Discogs.com – Jeronim Szabolcs Marić (diskografija)